# Johann Jakob Balmer
Johann Jakob Balmer (sinh ngày 1 tháng 5 năm 1825 - mất ngày 12 tháng 3 năm 1898) là nhà vật lý, nhà toán học, giáo viên vật lý người Thụy Sĩ.
Ông là người đã tìm ra dãy Balmer. Đây là dãy ánh sáng gồm các vạch năm trong miền tử ngoại và một số vạch nằm trong miền ánh sáng nhìn thấy là: vạch đỏ, vạch lam, vạch chàm và vạch tím. Ngoài ra, Johann Jakob Balmer còn là người phát minh ra thước Balmer. Đây là loại thước rất đặc biệt, dùng để đo đường kính của một hình cầu.